# Gargaphia lunulata
Popularmente conhecido como percevejo-de-renda ou mosquito-do-maracujá, o Gargaphia lunulata é uma praga que acomete o maracujazeiro. O percevejo-de-renda é muito comum na região nordeste do Brasil, é a espécie que mais gera danos para a Passiflora cearense, possui grande nível de incidência em regiões secas, mas não está presente apenas no território brasileiro, existem grandes populações do percevejo-de-renda em outros países da América do Sul, países como Argentina, Uruguai e Paraguai estão sendo afetados frequentemente pelo mosquito-do-maracujá. Essa praga possui cerca de 3mm de comprimento, asas com alto grau de ornamentação que são comumente translúcidas e com manchas escuras que estão distribuídas por toda a estrutura da asa. O mosquito-do-maracujá inibe o crescimento normal da planta, o mosquito suga a seiva das folhas e acaba deixando pontos cloróticos o que acarreta na queda das folhas e reduz drasticamente a capacidade da realização de fotossíntese.

## Morfologia
O G.lunulata desenvolve-se em cinco estágios, apresentando expressivas mudanças com o desencadeamento destas transformações. Na primeira etapa, o percevejo-de-renda irá apresentar uma coloração branco-translúcido e olhos com tonalidade avermelhada, características que estarão presentes até a última etapa de desenvolvimento, além, de apresentar antenas translúcidas que possuem na extremidade superior uma coloração escura. No segundo estágio, há pouco diferenciação, a maior parte das características ainda estarão presentes, difere-se da etapa anterior pela presença de duas máculas escuras no metatórax. Na terceira etapa, as antenas tornam-se mais escuras e no extremo destas, estarão órgãos sensoriais, nos olhos com tonalidade avermelhada, irão surgir dois pontos pretos, as asas irão apresentar manchas na cor marrom e, as patas serão translúcidas e com uma grande quantidade de cerdas. Na quarta fase, as asas irão apresentar maior grau de desenvolvimento em comparação a etapa anterior e a mácula apresentará uma cor mais escura e sofrerá um prolongamento. No quinto estágio, o corpo possuirá uma coloração branco-amarelado e em algumas partes haverá mudanças sutis nas cores, como no abdômen que será mais claro e nas laterais do corpo será escuro.

## Desenvolvimento embrionário
As fêmeas fazem o depósito dos ovos gerados nas nervuras das folhas. O desenvolvimento embrionário compreende um período de 3 a 4 dias.Haverá a formação de colônias nas porções inferiores das folhas, este local servirá de ambiente para o desenvolvimento ninfal que é composto por 5 estágios.

## Culturas afetadas
Embora gere danos para a cultura do maracujazeiro, o percevejo-de-renda não caracteriza-se como o maior gerador de danos para o maracujá, acaba por não tipificar a praga-chave da cultura. O termo "praga" é utilizado para referir-se a quantidade de insetos que afetam a cultura em determinada época do ano, assim como o dano que o inseto causa ao cultivo. Embora o G.lunulata seja comumente encontrado no maracujazeiro, o mosquito-do-maracujá incorre em outras culturas, frequentemente, algumas colônias de percevejo-de-renda são encontradas em plantios de feijão-de-porco e quiabeiros, os efeitos gerados na lavra dessas culturas variam de estiolar precoce das plantas sucedido de senescência acelerada.As ninfas e os adultos do mosquito-do-maracujá geram danos para a Passiflora edulis, sugam a seiva existente nas plantas e geram pontos cloróticos. As máculas existentes na estrutura do G.lunulata formam um pontilhado clorótico na região da superfície superior da folha, iniciando-se na parte central e posteriormente espalhando-se pelo restante da folha, os excrementos escuros gerados pela mácula são perceptíveis nos dois lados da folha. As folhas irão murchar e em seguida cair, propiciando uma perda de área fotossintetizante.Tanto a redução de vigor das folhas quanto a queda geram perda de potencial produtivo.

## Ocorrência no Brasil
O estado do Acre e do Paraná possuem grandes zonas de cultivo para o maracujá, aproximadamente 1.134 ha. A cultura do maracujazeiro, tem grande importância para o cenário econômico e social para os estados do Acre e do Paraná, sendo fonte de renda para pequenos produtores que, de maneira predominante, realizam o cultivo em pequenos pomares, possibilitando o aquecimento da economia do estado com a geração de empregos. Com a presença do maracujazeiro nestas áreas de cultivo, medidas de controle devem ser ministradas para que haja menor incidência do G.lunulata nas regiões.

## Semelhanças e diferenças de G.lunulata para outras espécies do gênero
Há semelhanças entre algumas espécies do gênero Gargaphia. Em consequência da semelhança morfológica, o G.lunulata é frequentemente confundido com o Gargaphia brunfelsiae e com o Gargaphia oblicua stal. As espécies vão possuir características  semelhantes nas porções do hemiélitro. Existem alguns mecanismos de diferenciação, analisa-se os aspectos físicos que não são comuns para as espécies, tais como, a disposição da asas, a cor existente nas cerdas e o tamanho das porções do exoesqueleto. Algumas espécies apresentam grande semelhança na estrutura morfológica, o que gera confusão no momento de diferenciar as espécies do gênero Gargaphia. Algumas regiões da América do Sul possuem grande incidência de espécies com grau de similaridade com o mosquito-do-maracujá. A confusão é gerada pela semelhança na região das costelas de manchas escuras, estas manchas comumente estão presentes em outras espécies do gênero Gargaphia, o Gargaphia brunfelsiae é detentor destas semelhanças, o processo de diferenciação pode ser feito a partir da observação do desenvolvimento da área discoidal que apresenta uma disposição mais longa, mais larga e alcança quase o final dos hemiélitros para o Gargaphia brunfelsiae. O Gargaphia oblicua Stal pode ser discernido a partir da análise das 3 fileiras de aréolas e pela área costal com a presença de 3 linhas na metade anterior e posterior.

## Controle
Para zonas de cultivo pequenas, a solução mais adequada dá-se a partir da catação de posturas e ninfas. A eliminação de plantas hospedeiras são de fundamental importância para que haja o devido controle da proliferação do G.lunulata na cultura do maracujá, o melão-de-são-caetano e o milho são culturas que não são recomendadas para cultivo caso o foco principal de produção seja o maracujá. Em plantios extensivos, a principal medida de controle é a pulverização, que deve ocorrer no período da manhã antes da abertura das folhas do maracujazeiro, no entanto, para o uso de inseticidas no processo de pulverização, os que possuem melhor resultado são os que possuem curto poder residual. O Ministério da Agricultura, Pecuária e abastecimento não faz menção a nenhum tipo de produto que tenha como objetivo o controle do G.Lunulata.